# Madiswil
Madiswil est une commune suisse du canton de Berne, située dans l'arrondissement administratif de Haute-Argovie.

Photo aérienne (1970)

Depuis le 1er janvier 2010, la commune a fusionné avec ses deux voisines de Kleindietwil et Leimiswil qui sont devenues des localités de Madiswil.

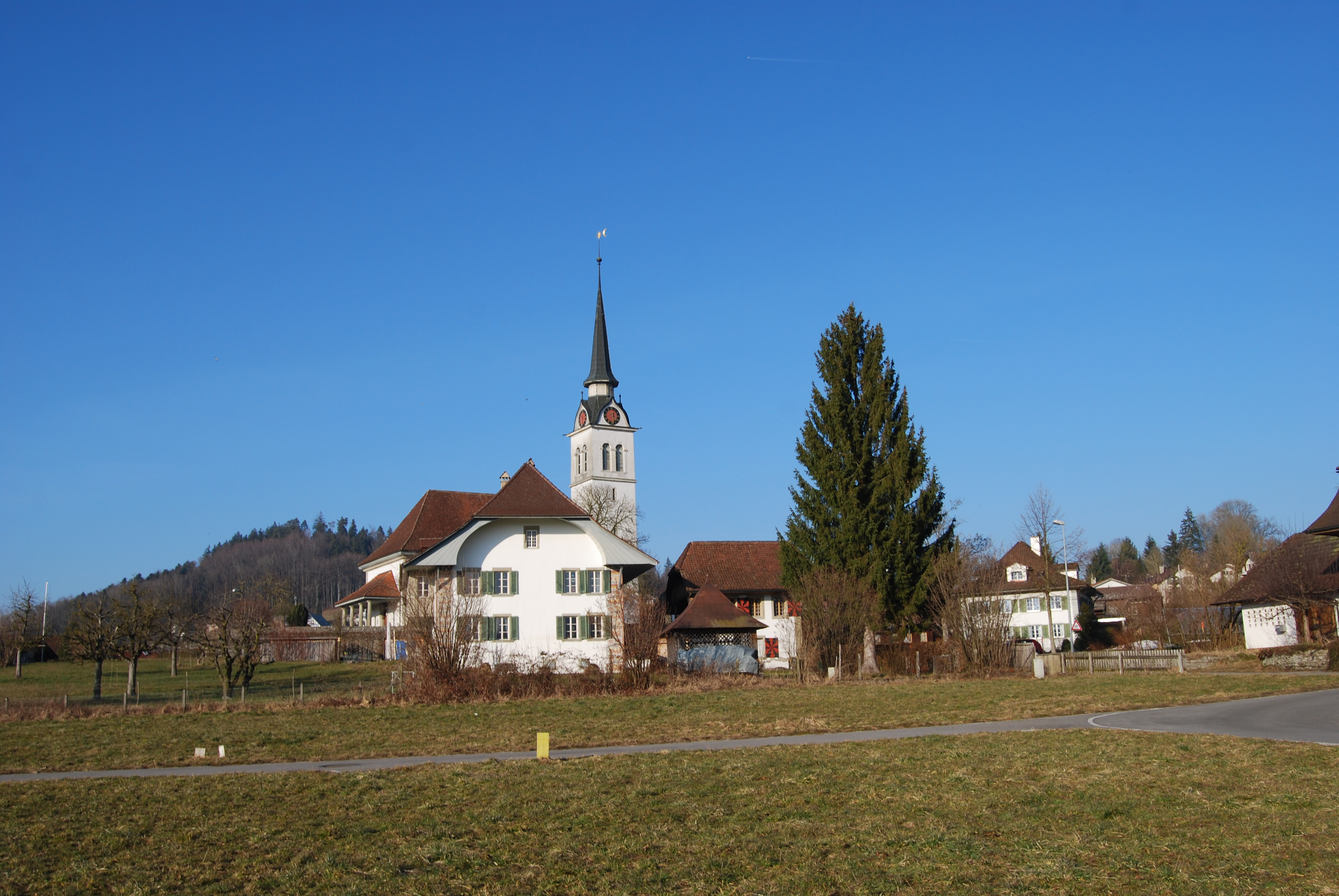
Madiswil.